# Oligacanthorhynchus longissimus
Oligacanthorhynchus longissimus är en hakmaskart som först beskrevs av Yves-Jean Golvan 1962.  Oligacanthorhynchus longissimus ingår i släktet Oligacanthorhynchus och familjen Oligacanthorhynchidae. Inga underarter finns listade i Catalogue of Life.